# Leyes de Kirchhoff
Las leyes de Kirchhoff  son dos igualdades que se basan en la conservación de la energía y la carga en los circuitos eléctricos. Fueron descritas por primera vez en 1846 por Gustav Kirchhoff. Son ampliamente usadas en ingeniería eléctrica e ingeniería electrónica. 
Ambas leyes de circuitos pueden derivarse directamente de las ecuaciones de Maxwell, pero Kirchhoff precedió a Maxwell y gracias a Georg Ohm su trabajo fue generalizado. Estas leyes son utilizadas para hallar corrientes y tensiones en cualquier punto de un circuito eléctrico.

## Ley de corrientes o intensidades de Kirchhoff

La corriente que entra a un nodo es igual a la corriente que sale del mismo. i_{1} + i_{4} = i_{2} + i_{3}

Esta ley también es llamada ley de nodos o primera ley de Kirchhoff  y es común que se use la sigla LCK (KCL en inglés) para referirse a esta ley. La ley de corrientes de Kirchhoff nos dice que:
| En cualquier nodo, la suma de las corrientes que entran en ese nodo es igual a la suma de las corrientes que salen. De forma equivalente, la suma de todas las corrientes que pasan por el nodo es igual a cero {\displaystyle \sum _{k=1}^{n}I_{k}=I_{1}+I_{2}+I_{3}+\dots +I_{n}=0} |

Esta fórmula es válida también para circuitos complejos:
La ley se basa en el principio de la conservación de la carga donde la carga en coulombios es el producto de la corriente en amperios y el tiempo en segundos.
Por definición, un nodo es un punto de una red eléctrica en el cual convergen tres o más conductores.
Esta primera ley confirma el principio de la conservación de las cargas eléctricas.

### Densidad de carga variante
La LCK solo es válida si la densidad de carga se mantiene constante en el punto en el que se aplica. Considere la corriente entrando en una lámina de un condensador. Si uno se imagina una superficie cerrada alrededor de esa lámina, la corriente entra a través del dispositivo, pero no sale, violando la LCK. Además, la corriente a través de una superficie cerrada alrededor de todo el capacitor cumplirá la LCK entrante por una lámina sea balanceada por la corriente que sale de la otra lámina, que es lo que se hace en análisis de circuitos, aunque cabe resaltar que hay un problema al considerar una sola lámina.
Maxwell introdujo el concepto de corriente de desplazamiento para describir estas situaciones. La corriente que fluye en la lámina de un capacitor es igual al aumento de la acumulación de la carga y además es igual a la tasa de cambio del flujo eléctrico debido a la carga (el flujo eléctrico también se mide en Coulombs, como una carga eléctrica en el SIU). Esta tasa de cambio del flujo  {\displaystyle \psi \ }, es lo que Maxwell llamó corriente de desplazamiento {\displaystyle I_{\mathrm {D} }}:
Cuando la corriente de desplazamiento se incluye, la ley de Kirchhoff se cumple de nuevo. Las corrientes de desplazamiento no son corrientes reales debido a que no constan de cargas en movimiento, deberían verse más como un factor de corrección para hacer que la LCK se cumpla. En el caso de la lámina del capacitor, la corriente entrante de la lámina es cancelada por una corriente de desplazamiento que sale de la lámina y entra por la otra lámina.
Esto también puede expresarse en términos del vector campo al tomar la  Ley de Ampere de la divergencia con la corrección de Maxwell y combinando la ley de Gauss, obteniendo:
Esto es simplemente la ecuación de la conservación de la carga en forma integral, dice que la corriente que fluye a través de una superficie cerrada es igual a la tasa de pérdida de carga del volumen encerrado (Teorema de Divergencia). La ley de Kirchhoff es equivalente a decir que la divergencia de la corriente es cero, para un tiempo invariante p, o siempre verdad si la corriente de desplazamiento está incluida en J.

### Usos
Una versión matricial de la ley de corrientes de Kirchhoff es la base de la mayoría del software de simulación de circuitos, como SPICE. La ley de corrientes se utiliza con la ley de Ohm para realizar análisis de nodos.
La ley de corrientes es aplicable a cualquier red concentrada, independientemente de la naturaleza de la red: unilateral o bilateral, activa o pasiva, lineal o no lineal.

## Ley de tensiones de Kirchhoff

Ley de tensiones de Kirchhoff, en este caso v_{1}+v_{2}+v_{3}+v_{4} = 0. No se tiene en cuenta a v_{5} porque no forma parte de la malla que estamos analizando.

Esta ley es llamada también segunda ley de Kirchhoff, se la conoce como la ley de las tensiones (KVL en inglés).
| En un circuito cerrado, la suma de todas las caídas de tensión es igual a la tensión total suministrada. De forma equivalente, la suma algebraica de las diferencias de potencial eléctrico en un circuito es igual a cero. {\displaystyle \sum _{k=1}^{n}V_{k}=V_{1}+V_{2}+V_{3}\dots +V_{n}=0} |

De igual manera que con la corriente, las tensiones también pueden ser complejos, así:
Esta ley se basa en la conservación de un campo potencial de energía. Dado una diferencia de potencial, una carga que ha completado un lazo cerrado no gana o pierde energía al regresar al potencial inicial.
Esta ley es cierta incluso cuando hay resistencia en el circuito. La validez de esta ley puede explicarse al considerar que una carga no regresa a su punto de partida, debido a la disipación de energía. Una carga simplemente terminará en el terminal negativo, en vez del positivo. Esto significa que toda la energía dada por la diferencia de potencial ha sido completamente consumida por la resistencia, la cual la transformará en calor. Teóricamente, y, dado que las tensiones tienen un signo, esto se traduce con un signo positivo al recorrer un circuito desde un mayor potencial a otro menor, y al revés: con un signo negativo al recorrer un circuito desde un menor potencial a otro mayor.
En resumen, la ley de tensión de Kirchhoff no tiene nada que ver con la ganancia o pérdida de energía de los componentes electrónicos (Resistores, capacitores, etc.). Es una ley que está relacionada con el campo potencial generado por fuentes de tensión. En este campo potencial, sin importar que componentes electrónicos estén presentes, la ganancia o pérdida de la energía dada por el campo potencial debe ser cero cuando una carga completa un lazo.

### Campo eléctrico y potencial eléctrico
La ley de tensión de Kirchhoff puede verse como una consecuencia del principio de la conservación de la energía. Considerando ese potencial eléctrico se define como una integral de línea, sobre un campo eléctrico,  la ley de tensión de Kirchhoff puede expresarse como:
Que dice que la integral de línea del campo eléctrico alrededor de un lazo cerrado es cero.
Para regresar a una forma más especial, esta integral puede "partirse" para conseguir la tensión de un componente en específico.

## Caso práctico

Ejemplo de las leyes de Kirchhoff.

Asumiendo una red eléctrica consistente en dos fuentes y tres resistencias, disponemos la siguiente resolución: (antes de empezar, es necesario aclarar la convención de signos: si recorro la malla a favor de la corriente, el potencial asociado a la resistencia es negativo; caso contrario es positivo. Si recorro la fuente y hay una subida de potencial (de - a +), la fem es positiva; caso contrario es negativa.
De acuerdo con la primera ley de Kirchhoff (ley de los nodos), tenemos:
{\displaystyle i_{1}-i_{2}-i_{3}=0\,}
La segunda ley de Kirchhoff (ley de las mallas), aplicada a la malla según el circuito cerrado s1, nos hace obtener:
{\displaystyle -R_{2}i_{2}+\varepsilon _{1}-R_{1}i_{1}=0}
La segunda ley de Kirchhoff (ley de las mallas), aplicada a la malla según el circuito cerrado s2, por su parte:
{\displaystyle -R_{3}i_{3}-\varepsilon _{2}-\varepsilon _{1}+R_{2}i_{2}=0}
Debido a lo anterior, se nos plantea un sistema de ecuaciones con las incógnitas {\displaystyle i_{1},i_{2},i_{3}}:
{\displaystyle {\begin{cases}i_{1}-i_{2}-i_{3}&=0\\-R_{2}i_{2}+\varepsilon _{1}-R_{1}i_{1}&=0\\-R_{3}i_{3}-\varepsilon _{2}-\varepsilon _{1}+R_{2}i_{2}&=0\\\end{cases}}}
Dadas las magnitudes: 
{\displaystyle R_{1}=100,\ R_{2}=200,\ R_{3}=300,\ \varepsilon _{1}=3,\ \varepsilon _{2}=4},
la solución definitiva sería:
{\displaystyle {\begin{cases}i_{1}={\frac {1}{1100}}\\i_{2}={\frac {4}{275}}\\i_{3}=-{\frac {3}{220}}\\\end{cases}}}
Se puede observar que {\displaystyle i_{3}} tiene signo negativo, lo cual significa que la dirección de {\displaystyle i_{3}} es inversa respecto de lo que hemos asumido en un principio (la dirección de {\displaystyle i_{3}} -en rojo- definida en la imagen).

## Limitaciones
Las leyes de circuitos de Kirchhoff son el resultado del modelo de parámetros concentrados y ambos dependen de que el modelo sea aplicable al circuito en cuestión. Cuando el modelo no es aplicable, las leyes no se aplican.
La ley de la corriente depende de la suposición de que la carga neta en cualquier cable, unión o componente es constante. Cuando el campo eléctrico entre las partes del circuito no es despreciable, como cuando dos cables están acoplados capacitivamente, este puede no ser el caso. Esto ocurre en los circuitos de CA de alta frecuencia, donde el modelo de elemento fijo ya no es aplicable. Por ejemplo, en una línea de transmisión, la densidad de carga en el conductor puede estar cambiando constantemente.

En una línea de transmisión, la carga neta en diferentes partes del conductor cambia con el tiempo. En el sentido físico directo, esto viola la KCL.

Por otro lado, la ley de la tensión se basa en el hecho de que las acciones de los campos magnéticos que varían con el tiempo se limitan a componentes individuales, como los inductores. En realidad, el campo eléctrico inducido producido por un inductor no está confinado, pero los campos fugados son a menudo despreciables.

### Modelización de circuitos reales con elementos concentrados
La aproximación de un circuito mediante elementos concentrados es precisa a bajas frecuencias. A frecuencias más altas, los flujos filtrados y las densidades de carga variables en los conductores se vuelven significativos. Hasta cierto punto, todavía es posible modelar tales circuitos usando componentes parásitos. Si las frecuencias son demasiado altas, puede ser más apropiado simular los campos directamente utilizando modelación de elementos finitos u otras técnicas.
Para modelar circuitos de forma que se puedan seguir utilizando ambas leyes, es importante entender la distinción entre los elementos físicos de los circuitos y los elementos ideales. Por ejemplo, un cable no es un conductor ideal. 
A diferencia de un conductor ideal, los cables pueden acoplarse inductiva y capacitivamente entre sí (y a sí mismos), y tienen un retardo de propagación finito. Los conductores reales pueden modelarse en términos de elementos agrupados considerando capacitancias parásitas distribuidas entre los conductores para modelar el acoplamiento capacitivo, o inductancias parásitas (mutuas) para modelar el acoplamiento inductivo. Los cables también tienen cierta autoinductancia.

## Leyes de Kirchhoff en electrónica
Las leyes de corrientes y diferencias de potencial de Kirchhoff se aplican a circuitos electrónicos con parámetros agrupados, es decir, circuitos que no irradian, donde la energía puede considerarse concentrada en los componentes del circuito. Bajo estas hipótesis, las leyes de Kirchhoff son una aproximación de las leyes del electromagnetismo de Maxwell, que no implican ninguna hipótesis sobre la naturaleza de los componentes del circuito.
Las dos leyes de Kirchhoff contienen un equilibrio de corrientes o diferencias de potencial (y por tanto de energía) en el circuito eléctrico; Este equilibrio es particularmente importante en el análisis de circuitos eléctricos como herramienta básica, ya que permite escribir relaciones (ecuaciones) de las mallas y los nodos. Además, en el análisis de los estados transitorios eléctricos (es decir, las condiciones no estacionarias del circuito), la violación de las ecuaciones de Kirchhoff indica la presencia de fenómenos impulsivos (se debe usar, en este caso, las leyes operativas (de Laplace), y las leyes de Kirchhoff seguirán siendo válidas).

## Caso de un semiconductor
En un semiconductor conviven dos tipos de cargas móviles, los electrones y los huecos. La corriente total, suma de la corriente de electrones y la corriente de huecos, obedece estrictamente a la ley de los nudos. Para describir con una excelente aproximación el comportamiento de un transistor bipolar, podemos limitarnos al transporte de un único tipo de carga: los portadores minoritarios en la base. La ecuación de nodo para estos portadores únicamente debe tener en cuenta su almacenamiento así como su desaparición por recombinación. Esta ecuación, incorrectamente llamada ecuación de Kirchhoff, se mejoró para describir los transistores láser y causó revuelo en los medios en 2010.